# Partido Republicano Socialista (Irlanda)
El Partido Republicano Socialista (en irlandés: Páirtí Sóisialach Poblachtachen, en inglés: Socialist Republican Party) fue un partido político republicano irlandés en Irlanda del Norte. Fue fundado en 1944 por una coalición de exmiembros del Partido Nacionalista, exmiembros del Ejército Republicano Irlandés (IRA) y sindicalistas protestantes en torno a Victor Halley, todos con sede en el oeste de Belfast.
El partido produjo un periódico, Northern Star, editado por Vincent MacDowell (padre de la exdiputada verde europea Nuala Ahern), quien luego participaría activamente en varias ocasiones en la Asociación de Derechos Civiles de Irlanda del Norte, el Partido Verde por el que fue elegido concejal y el Partido Laborista Irlandés.
En las elecciones generales de Irlanda del Norte de 1945, el partido obtuvo 5497 votos y Harry Diamond obtuvo el escaño de Falls Road, Belfast. Ocupó el escaño en 1949, sin que ningún otro candidato lo disputara.

## Fusión con el Partido Laborista Irlandés
En febrero de 1949, siguiendo las recomendaciones del consejo administrativo del Partido Laborista Irlandés, el Partido Republicano Socialista junto con varios miembros disidentes del Partido Laborista de Irlanda del Norte (NILP) formaron un comité provisional con el objetivo de establecer una rama del Partido Laborista Irlandés en Irlanda del Norte.
Más tarde, ese mismo abril, se creó un "consejo de seis condados" para coordinar una fusión con el Partido Laborista Irlandés en espera de la convención del partido de octubre de 1949 para enmendar la constitución y permitir la expansión a Irlanda del Norte.
El consejo estaba compuesto por:
- Harry Diamond – Presidente
- Frank Hanna – Vicepresidente
- Jack Beattie – Tesorero
- Jack Macgoughan – Secretario

Sin embargo, nueve días después, Frank Hanna renunció al consejo expresando dudas sobre la viabilidad de una fusión y sobre el apoyo público al partido. El 8 de enero de 1950 la fusión se completó cuando se abolió el "consejo de los seis condados" y se reemplazó por un consejo regional dentro del Partido Laborista Irlandés.
Posteriormente, Diamond se presentó como candidato al Parlamento bajo diversos cargos antes de finalmente formar el Partido Laborista Republicano .

## Resultados electorales

### elecciones generales
| Elección | Votos                       | porcentaje (%) | Asientos |
| -------- | --------------------------- | -------------- | -------- |
| 1945     | 5.497                       | 1.5            | 1/52     |
| 1949     | N/A (elegido sin oposición) | N / A          | 1/52     |